# مايك توبي
مايك توبي (بالإنجليزية: Mike Tobey)‏ مواليد 10 أكتوبر 1994 في نيويورك، هو لاعب كرة سلة أمريكي. بدأ مسيرته الاحترافية في سنة 2016. يلعب مع فالنسيا باسكت في الدوري الإسباني لكرة السلة كلاعب وسط. يحمل الرقم 21. يبلغ طوله 7 قدم 0 بوصة (2.1 م).

## المسيرة الاحترافية
لعب مع غرينزبورو سوورم في موسم 2016–2017، ثم لعب مع شارلوت هورنتس في سنة 2017، ثم لعب مع فالنسيا باسكت في الدوري الإسباني في سنة 2017.

## روابط خارجية
- مايك توبي على موقع الاتحاد الدولي لكرة السلة (الإنجليزية)
- مايك توبي على موقع الدوري الأوروبي لكرة السلة (الإنجليزية)
- مايك توبي على موقع إن بي أي (الإنجليزية)
- مايك توبي على موقع سبورتس رفرنس (الإنجليزية)
- مايك توبي على موقع الدوري الإسباني لكرة السلة (الإسبانية)
- مايك توبي على موقع كرة السلة الأوروبية.كوم (الإنجليزية)
- مايك توبي على موقع DraftExpress.com (الإنجليزية)
- مايك توبي على موقع إي إس بي إن.كوم (الإنجليزية)
- مايك توبي على موقع كلية كرة السلة في سبورتس رفرنس.كوم (الإنجليزية)
- مايك توبي على موقع ريلجم (الإنجليزية)